# Kecskeméti Katona József Múzeum
A Kecskeméti Katona József Múzeum Kecskemét megyeszékhely, megyei jogú város egyik legfontosabb kulturális intézménye. 2025-ben öt kiállítóhelyen működik a városban. A képzőművészeti állandó kiállítás és a különböző időszaki kiállítások a Cifrapalotában, a játéktörténeti gyűjtemény a Szórakaténusz Játékmúzeum és Műhely épületében kapott helyet, az orvoslással kapcsolatos emlékeket az Orvos- és Gyógyszerészettörténeti Gyűjteményben, a naiv művészek alkotásait a Szórakaténusz udvarán álló Bánó-házban, a gazdag néprajzi anyagot  pedig a Népi Iparművészeti Gyűjteményben tekinthetik meg a látogatók.
A Katona József íróról, Kecskemét város főjegyzőjéről, a magyar dráma nagy alakjáról elnevezett intézményben képzőművészeti, régészeti, néprajzi, játék- és orvostörténeti gyűjtemény tekinthető meg. A csaknem százezer tételes régészeti gyűjteményben számottevő bronzkori, avar és honfoglalás kori tárgyak szerepelnek, például a kunbábonyi avar fejedelmi aranyleletek.

## Története
A kecskeméti múzeum létrehozásának a gondolata már az 1880-as évek végén felvetődött.  Kada Elek polgármester (1897–1913) hathatósan támogatta ezt a tervet és ennek nyomán 1898-ban a városi közgyűlés elhatározta, hogy múzeumot és könyvtárt alapít. A gyűjtemény a Városháza földszinti galériás termébe került, Szilády Károly főlevéltárnok irányításával.
A régészeti, néprajzi, képzőművészeti gyűjtemények gyors gyarapodása már 1911-től sürgetővé tette a múzeum helyiségeinek bővítését, amit kibontakozó sajtóvita is követelt.
A műtárgyak „otthonkeresési kálváriája” csak 1922-ben érhetett véget, amikor a város megvásárolta és a múzeum számára átépíttette a Vasútparkban található Nyári Kaszinó épületét. A beruházáshoz az állam az ígért 2 milliós segély helyett csak 240 ezer koronával járult hozzá. Szilády Károly főlevéltárnok az épületet már eleve szűkösnek, pinceraktárát nedvessége miatt veszélyesnek tartotta. Az új múzeumi épületet és az állandó kiállítást végül maga Klebelsberg Kuno kultuszminiszter adta át a kecskemétieknek 1924. július 6-án. Szabó Kálmán igazgatásával irányítása alatt a lelkes szakembergárda évről évre egyre színvonalasabb állandó kiállítást tudott bemutatni a nagyközönségnek.
A második világháború majd a szovjet megszállás során a gyűjtemények nagy része megsemmisült; az épületet csak 1946 nyarán adták vissza rendeltetésének. Az első kiállítás 1947 májusában nyílhatott meg, ekkor helyi művészek mintegy 150 festményét állították ki. 1949 nyarára sikerült befejezni a felújítási munkálatokat, az alagsorban az Országos Tervhivatal támogatásával három új kiállítási termet is kialakítottak.
Az ötvenes években a múzeum tevékenységét áthatotta a pártpropaganda. Jelentős kiállítást rendezett azonban Szentléleky Tihamér igazgató 1953-ban A homok élővilága címmel. Ugyancsak fontos esemény volt a 75 éves Kodály Zoltán tiszteletére rendezett megyei kiállítás is 1957-ben. A korra leginkább jellemző azonban az 1960-as A magyar nép a szocializmus útján című propagandisztikus kiállítás volt.
1962-ben Bács-Kiskun megyében is létrejött a megyei múzeumi szervezet, aminek a központja 2011-ig a kecskeméti múzeum volt. Ide tartozott a megye összes hasonló intézménye, így a dunavecsei helytörténeti kiállítás, a hajósi barokk kastély, a bajai Türr István Múzeum, Nagy István Képtár, Éber Emlékház, Bunyevác Tájház, a kalocsai Visky Károly Múzeum, a kiskunfélegyházi Kiskun Múzeum, a kiskunhalasi Thorma János Múzeum és a szalkszentmártoni Petőfi Sándor Emlékkiállítás. Kecskemét városában magában is új gyűjteményi egységek jöttek létre, a Kecskeméti Képtár, a Szórakaténusz Játékmúzeum és Műhely, a Naiv Művészetek Múzeuma, az Orvos- és Gyógyszerészet-történeti Múzeum, az Iskolatörténeti Múzeum valamint az 1970-ben megnyitott Katona József Emlékház.
2013-ban a Kecskeméti Katona József Múzeum megyei hatáskörű városi múzeumként újra Kecskemét város önkormányzatának fenntartásába került.

## Képzőművészeti és Iparművészeti Gyűjtemény
Főként 19–20. századi, illetve kortárs magyar műveket gyűjt és mutat be, Magyarország egyik legrangosabb műtárgyegyüttese.
Első nagyobb anyaga Nemes Marcell műgyűjtőnek, mecénásnak köszönhető, aki összesen 80 képet ajándékozott Kecskemét városának, elsősorban 20. század eleji festményeket. A kollekcióban szinte minden jelentős iskola képviseltetve van: a nagybányaiak közül például Ferenczy Károly, Glatz Oszkár, Mikola András és Thorma János; a szolnoki művésztelep részéről Jávor Pál, Lechner János Ödön, Zádor István és Zombory Lajos; a gödöllőiektől Zichy István; a Nyolcaktól Czigány Dezső, Czóbel Béla, Márffy Ödön, Kernstok Károly és Pór Bertalan. Az irányzatokhoz kevésbé besorolható festők közül pedig szerepel Gulácsy Lajos, Rippl-Rónai József és Vaszary János is.
A gyűjtemény fejlesztésének eddigi legjelentősebb korszaka a hetvenes–nyolcvanas években köszöntött be. Sikerült megszerezni Tóth Menyhért hatalmas életművét, majd számos kisebb-nagyobb gyarapodási tétel is volt, melyek elsősorban a kecskeméti művésztelephez kapcsolódtak, mint Gál Sándor, Gráber Margit, Herman Lipót, Járitz Józsa, Metykó Gyula, Varga Nándor Lajos művei.
A gyűjtemény 1983-ban a főtéri Cifrapalotába költözhetett, a képzőművészeti állandó kiállítás október 8-án nyitotta meg a kapuit. Ez a fejlemény főleg a hatalmas, mintegy 400 darabból álló úgynevezett Farkas István–Glücks Ferenc gyűjtemény Kecskemétre kerülésének köszönhető. E művészettörténeti szempontból igen jelentős kollekció lényegi része Farkas István festőművésznek és mindenekelőtt édesapja, Wolfner József gyűjtői tevékenységének eredménye volt. Szerepeltek benne Barcsay Jenő, Borsos Miklós, Domanovszky Endre, Gadányi Jenő, Hincz Gyula, Vilt Tibor, Nagy István, valamint Mednyánszky László művei. Természetesen később a gyűjtemény részévé váltak Farkas István saját festményei is.
A gyűjtemény legnagyobb egysége az 1980-ban elhunyt miskei festőművész, Tóth Menyhért többezer darabból álló életműve. Itt látható Horti Pál iparművész hagyatékának legteljesebb feldolgozása is.
2000-től a gyűjtői tevékenység a jelenkori magyar zománcművészet felé fordult. Létrejött egy speciális gyűjteményi egység, mely napjaink művészetén belül a keresztény tematikát részesíti előnyben, és 2020 körül már több mint 500 tételt tartalmazott.

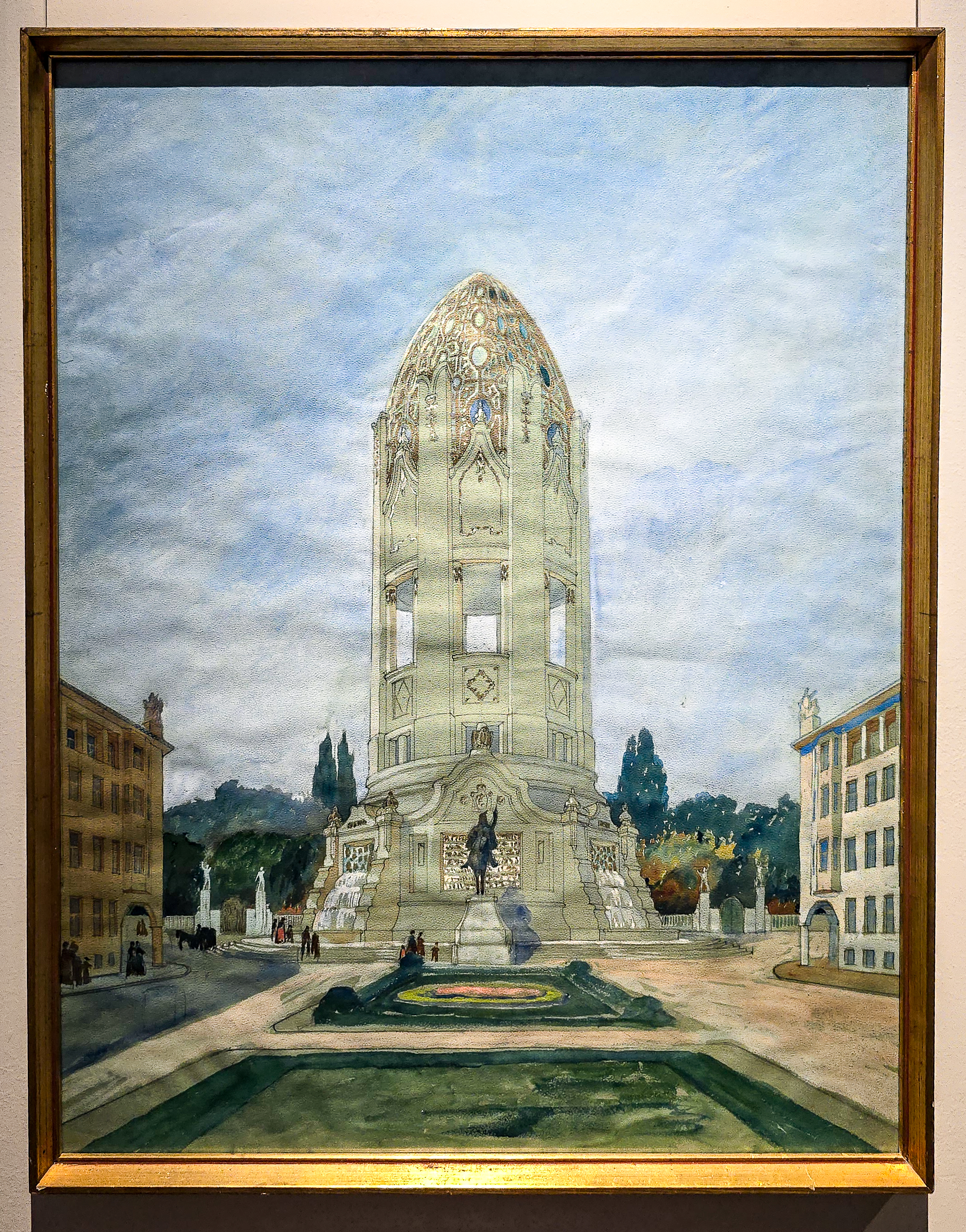
Lechner Ödön - Egy kecskeméti víztorony terve
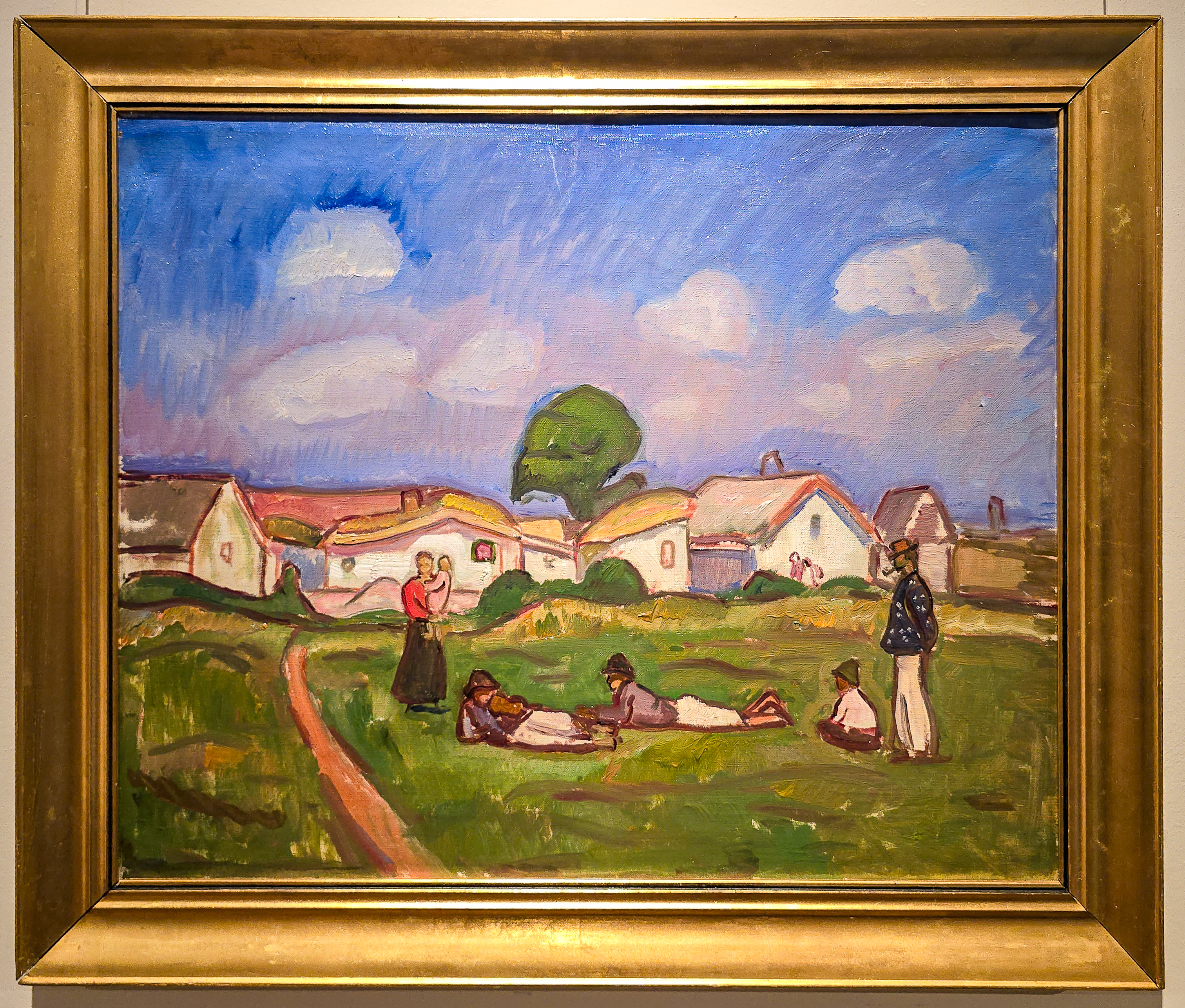
Iványi-Grünwald - Kecskeméti táj
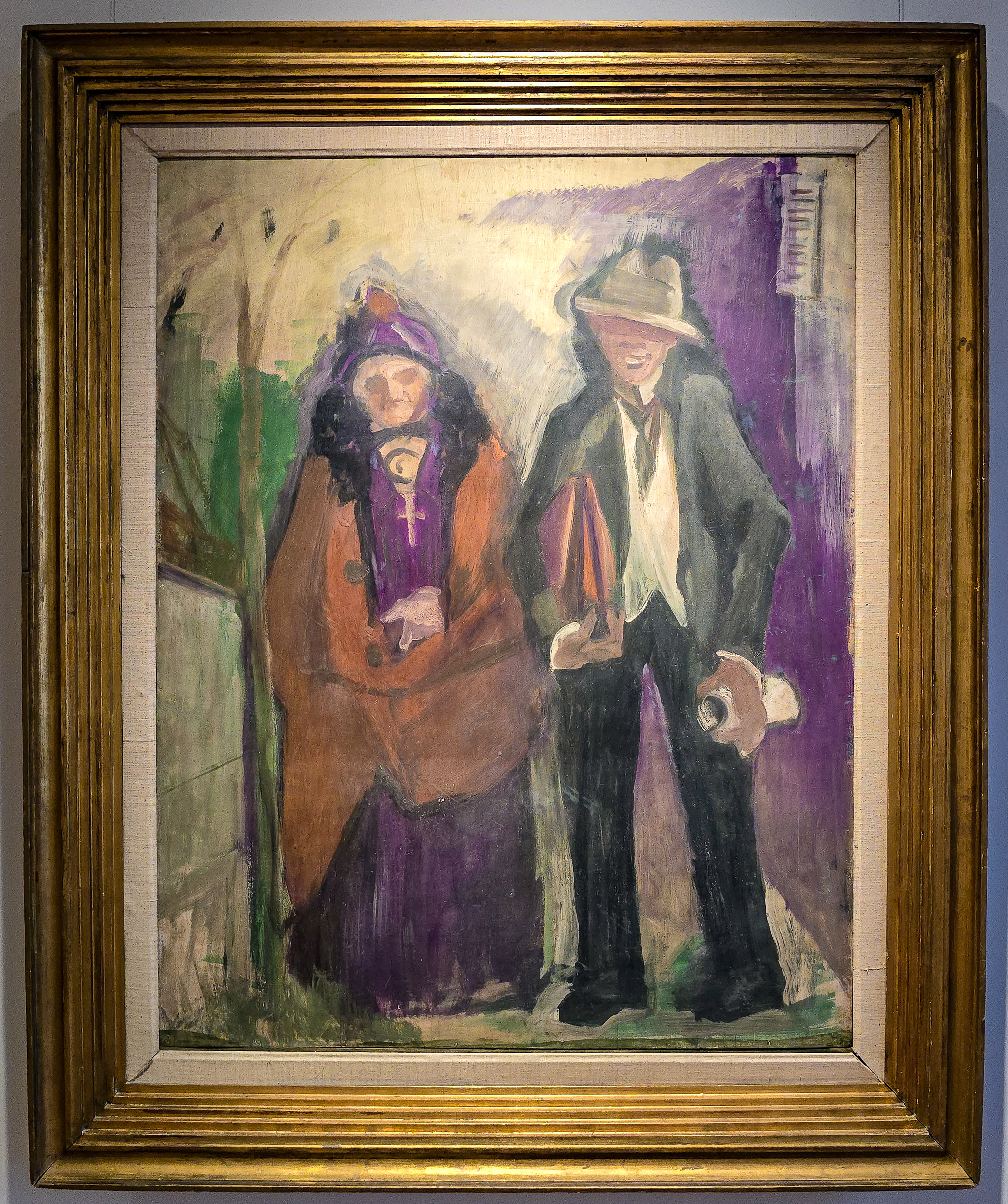
Részeg ifjú költő az anyjával

## Magyar Naiv Művészek Gyűjteménye

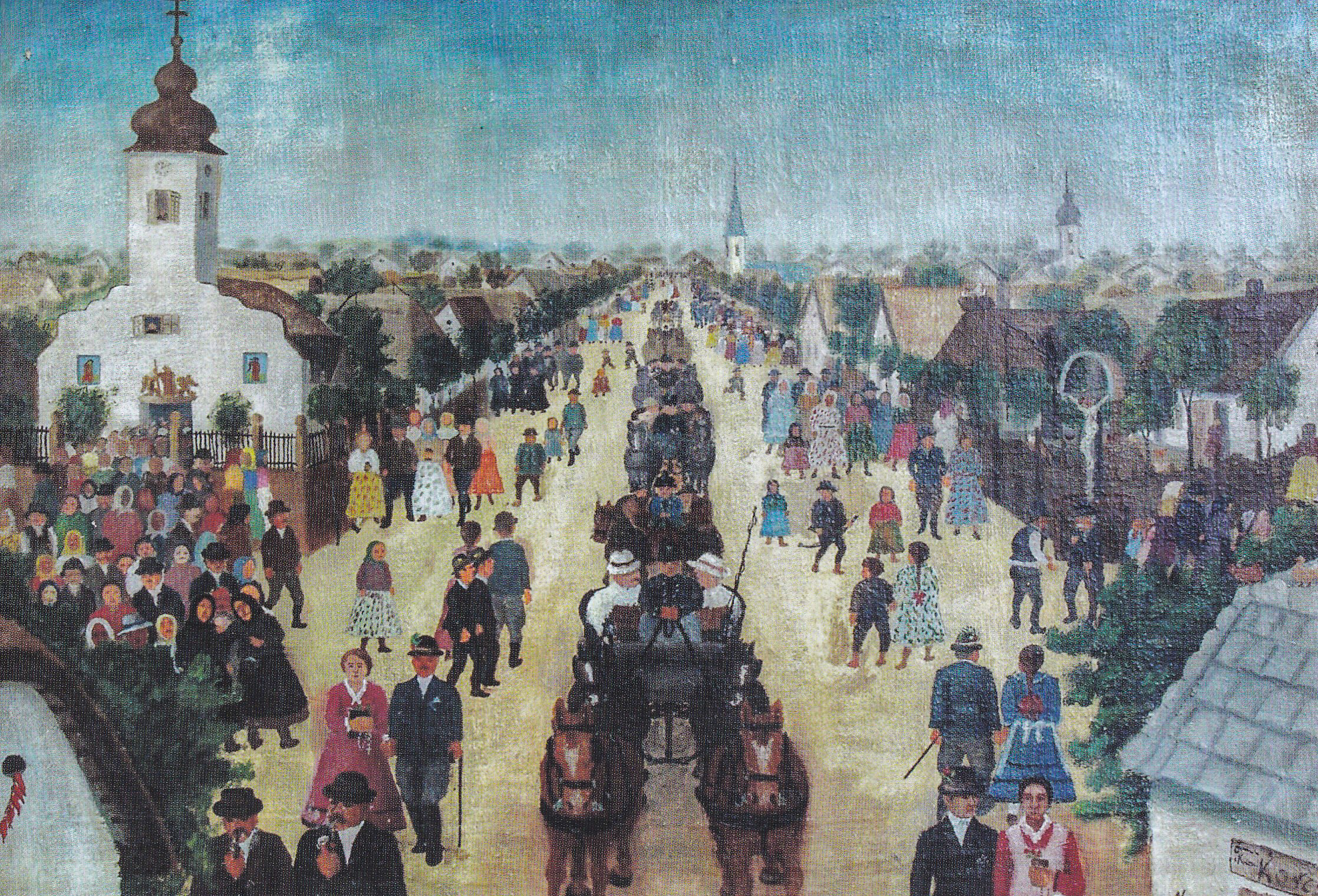
Gajdos János - Ünnepi kocsikázók (1937)

1978 szeptemberében nyílt meg a naiv művészek Magyarországon egyedülálló, országos gyűjtőkörrel rendelkező kecskeméti gyűjteménye. Alapját Moldován Domokos filmrendező magángyűjteménye adta. Ehhez társult a következő évtizedek gyűjtőmunkája, a Magyar Nemzeti Galéria és a Népművelési Intézet megfelelő gyűjteményeinek átvétele, új alkotók felfedezése.
A gyűjtemény a Bánó-ház nevű 18. századi felújított kecskeméti műemlék épületben kapott helyet.
A 20. századi magyar autodidakta alkotók körül az első sikert Benedek Péter „földműves festő” aratta, festményeit Bécsben is bemutatták az 1920-as években. A két világháború között felfedezett „őstehetségek”, köztük Gajdos János, Győri Elek, Süli András első csoportos kiállítását 1934-ben rendezték meg Budapesten. Mokry-Mészáros Dezső festő műveiben az élet keletkezését kereste. A szobrászok közül Bereczki András György és Homa János tűnik ki.
A naiv művészet újrafelfedezése Magyarországon az 1960-as évek közepén indult meg. Az ekkoriban megismert művészek idős emberek voltak, akik érett emberként, kialakult világképpel kezdtek alkotni. Egyik csoportjuk művészi látásmódja a népművészettel valamint a gyermeki világképpel mutat rokonságot. Közéjük tartozik Kapoli Antal és Tőke Imre, akik műveikben a pásztorfaragások motívumait idézik fel, és Gubányiné Greksa Erzsébet, aki táblaképeken jelenítette meg a Kalocsa környéki népi hagyományokat.
A másik művészi vonulatot a paraszti életábrázolása és a néprajzi hitelesség jellemzi. Grisekné Farsang Erzsébet és Juhászné Albert Rozália tartozik ide. A hazai történelem talaján született Kovács Ferenc Széchenyi Istvánt ábrázoló szobra is.
Balázs János művein a remete életmód és a cigány számkivetettség hagyott erőteljes nyomokat. Répás János és Marosiné Földvári Irén saját életük tragédiáit fejezik ki szobraikban. Örsi Imre teljes elszigeteltségben élt, szobrait társnak, „a magány elijesztésére” készítette.

## Néprajzi Gyűjtemény
Kecskemét és vonzáskörzetének az elmúlt két évszázad tradicionális parasztpolgári és pásztoréletét reprezentálja a tiszai halászat, a puszták pásztorélete, a tanyasi növénytermesztés és állattenyésztés, a szőlőművelés, a népi mesterségek, a háztartás és lakáskultúra, a népi textilipar- és viseletkultúra bemutatásával. Kerámiagyűjteménye az alföldin kívül a felvidéki, észak-magyarországi, dunántúli, erdélyi és partiumi kerámiaművességet is bemutatja.

## Orvos- és Gyógyszerészet-történeti Gyűjtemény
1985 januárjában a Bács-Kiskun Megyei Gyógyszerészettörténeti Szakgyűjtemény és a Megyei Orvostörténeti Gyűjtemény egyesítésével és múzeumi átvételével jött létre Lóránd Nándor gyógyszerész és Réthy Aladár laboratóriumi főorvos közreműködésével.
A gazdag gyűjtemény a Kölcsey utca 3. alatti jellegzetes mezővárosi gazdaház műemlék épületében látogatható előzetes bejelentkezés alapján.

## Régészeti és Numizmatikai Gyűjtemény
A régészeti gyűjtemény létrehozása a kezdetektől fogva célja volt a kecskeméti múzeum megálmodóinak, amint azt Hornyik János, a város polihisztora, történetírója is szorgalmazta már 1873-ban. A régészeti gyűjtemény megteremtése Kada Elek polgármester nevéhez fűződik, aki maga is régész volt, és jelentős eredményei között szerepel a Vatya-kultúra urnatemetőjének feltárása Újlengyel határában, Vatya-pusztán.
A régészeti gyűjteményt a kezdeteitől Szilády Károly főlevéltárnok gondozta, aki 1910-től az egész múzeum igazgatója is lett. 1911-ben került Kecskemétre Szabó Kálmán régész, aki aztán az első világháborút követően minden évben végzett feltárásokat a város környékén az őskortól egészen a középkor végéig datálható helyszíneken. 1927-től mintegy tíz éven át több mint 30 középkori falut azonosított munkatársával, Papp Lászlóval együtt, és munkájuk eredményeképpen jelent meg 1938-ban Az alföldi magyar nép művelődéstörténeti emlékei című alapmű.
A második világháború és a szovjet megszállás a gyűjteményben súlyos károkat okozott, a régészeti anyag 95%-a elpusztult. 1946-tól Bálint Alajos múzeumigazgató kezdte meg a kármentést, majd 1953-tól Szentléleky Tihamér folytatta a munkát.
Az 1960-as évektől jelentősen felgyorsult a munka az immár az egész megyére kiterjedt gyűjtőterületen. 1961-ben került a múzeumba H. Tóth Elvira régész, akinek a férjével, Horváth Attilával együtt végzett három és fél évtizedes munkássága fontos korszakot jelentett az intézmény történetében. Olyan kimagasló eredményeket értek el, mint a szabadszállási szkíta temető, a magányos sírból előkerült ókeresztény üvegpohár, a kiskunfélegyházi honfoglaláskori tarsolylemez megtalálása. Legnagyobb sikerük a kunbábonyi avar fejedelmi sír feltárása volt. Az itt talált, 155 darab, többségében aranyból (2,4 kg) készült tárgyból álló leletegyüttes ma is a múzeum egyik legfontosabb kincse.
A numizmatikai gyűjteményt 1978-tól kezdte rendszerezni V. Székely György régész, numizmatikus. Az 1980-as évek végétől az autópályák és más nagyberuházások építését megelőző leletmentő feltárások nagy eredményeket hoztak. Az évtizedek szisztematikus kutatómunkájának eredményeképpen 2020-ra a régészeti és a numizmatikai gyűjtemény már 26 830 darabot számlált.

## Szórakaténusz Játékmúzeum és Műhely
A megyei múzeumi szervezet keretén belül Bánszky Pál ötletére, az 1979-es a Nemzetközi Gyermekévhez kapcsolódóan jött létre ez az újszerű intézmény. Elnevezését egy ősi kiszámolós gyermekvers adta. Az új múzeumi egység egy erre a célra emelt épületben kapott helyet, amelynek központi terét a magyar honfoglaló magyarok jurtája ihlette, tervezője Kerényi József Péter Ybl- és Kossuth-díjas építész volt. A múzeum 1981. december 4-én nyílt meg. Közel 60 000 muzeális tárgya között az őskori csigacsontjátékok, népi játékok, igényes polgári gyári játékok, az iparművészet egyedi játékszerei, a gyermekirodalom, a játékgyűjtemények és a bűvészet irodalmának jeles képviselői is megtalálhatók.

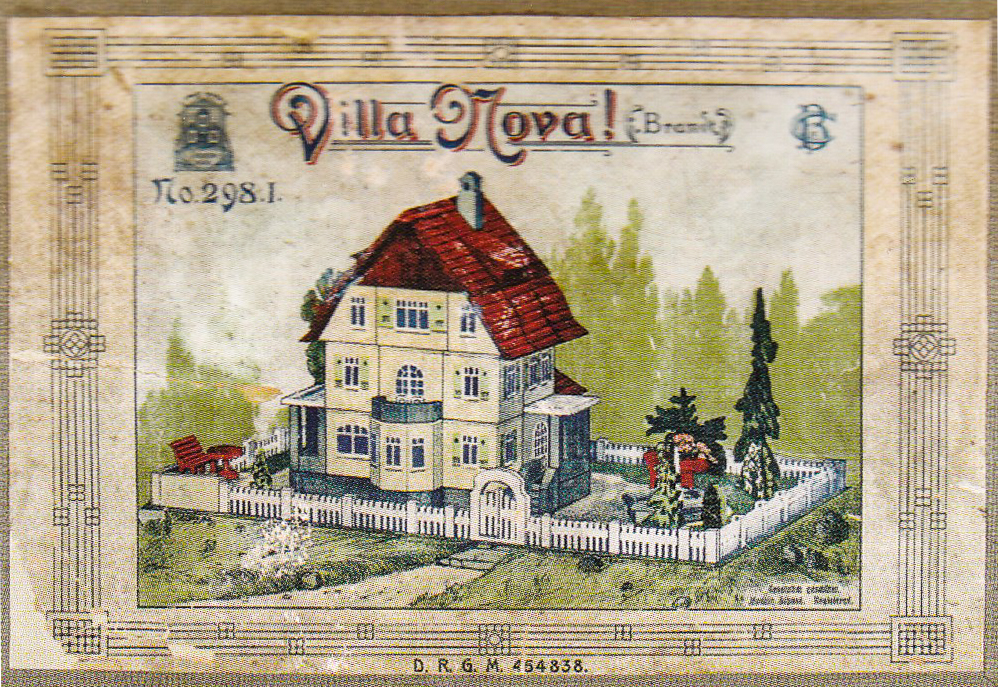
Német építőjáték, 1900 körül
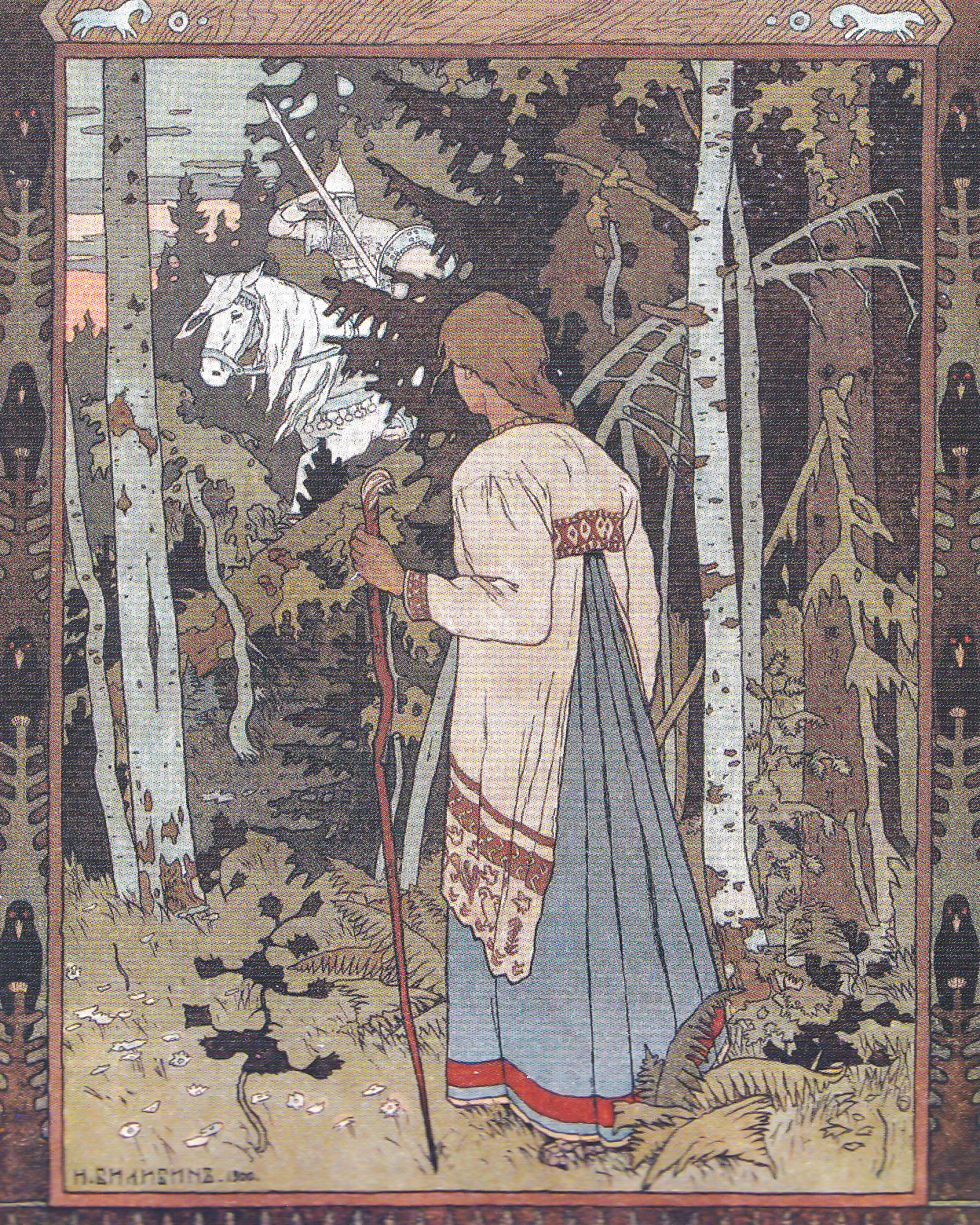
Orosz mesekönyv-illusztráció, 1902
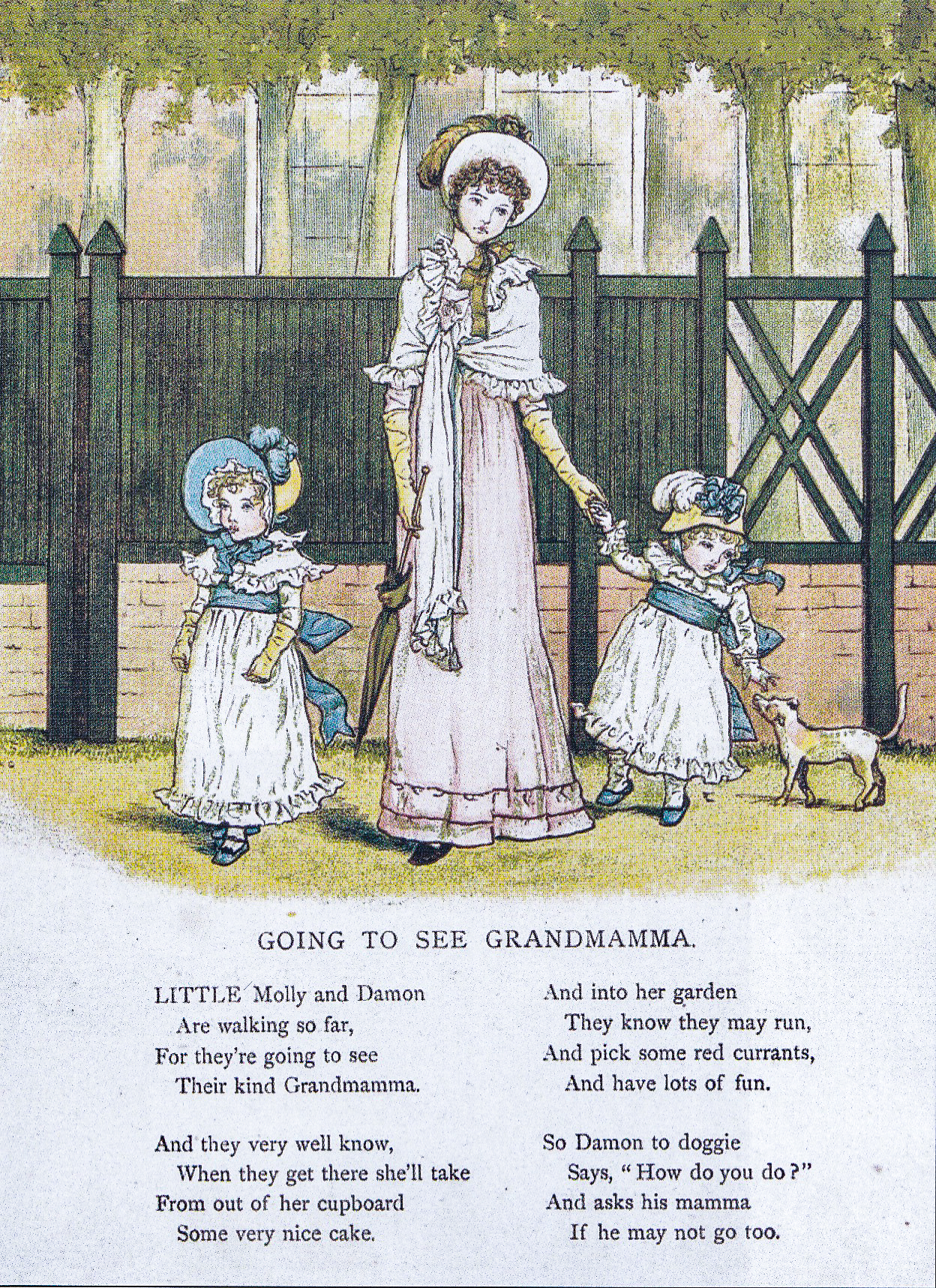
Angol mesekönyv-ilusztráció, 1890 körül
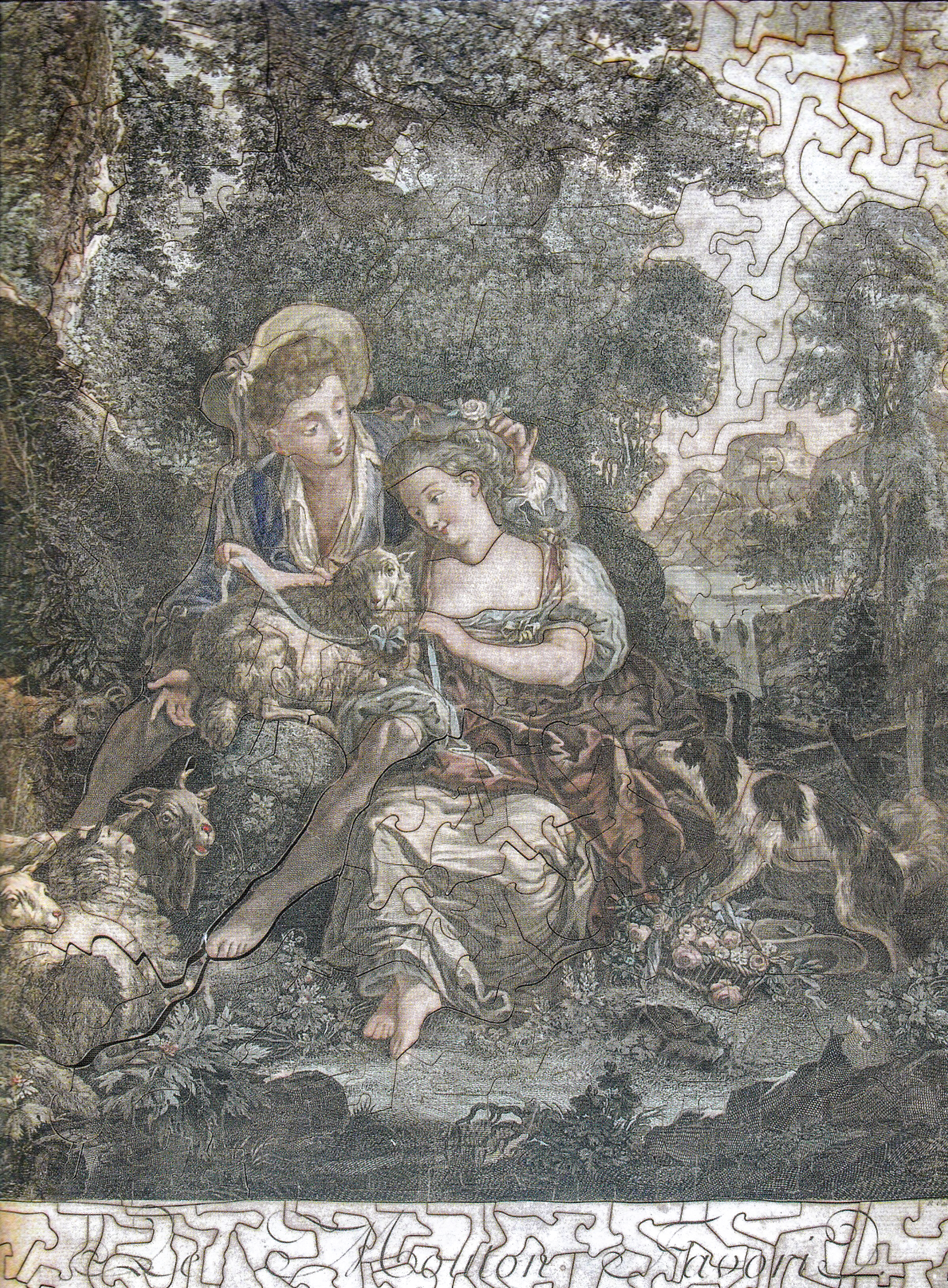
Francia kirakós-játék, 1780 körül

## Történeti Gyűjtemény
A múzeum kezdeteitől fogva gyűjtött történeti értékű anyagokat. Ez alatt a 19. században jórészt híres emberek, történelmi események relikviáit, a török kor utáni századok emlékeit értették. Gömöry Frigyes egykori honvédszázados 1899-ben az elsők között ajánlotta fel az 1848–49-es forradalom és szabadságharchoz fűződő emléktárgyait a múzeum számára.
A történeti gyűjtemény 1964-ben vált külön a néprajzitól, amikor létrehozták a történeti tárgyi és történeti dokumentációs részleget, majd 1982-ben kialakították a történeti fényképgyűjteményt is. 
A gyűjteményben jelentős helye van a falerisztikai kollekciónak, a kecskeméti vonatkozású helytörténeti és iskolatörténeti tárgyaknak.

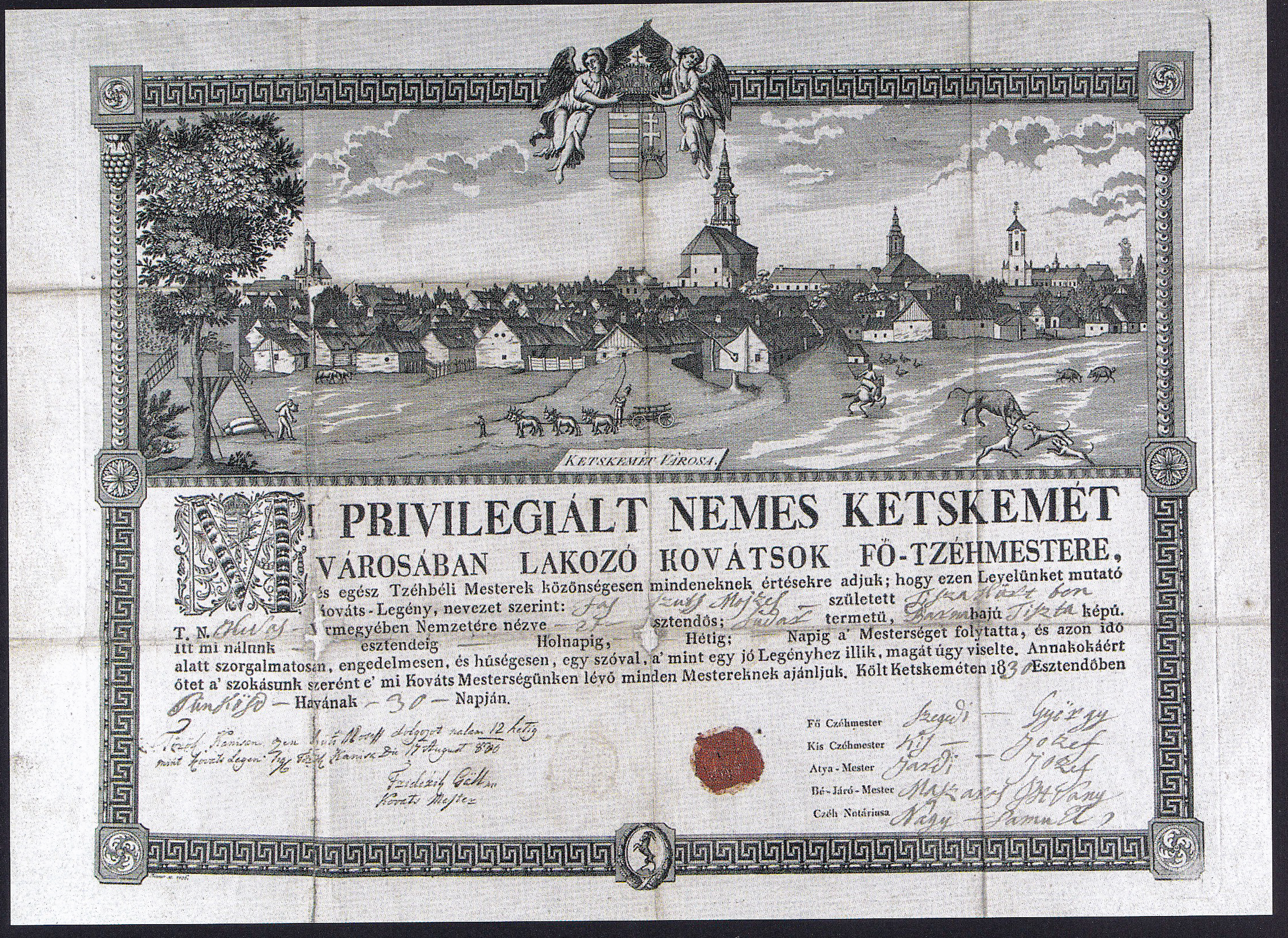
A kecskeméti kovácsok céhének szbadulólevele 1806-ból
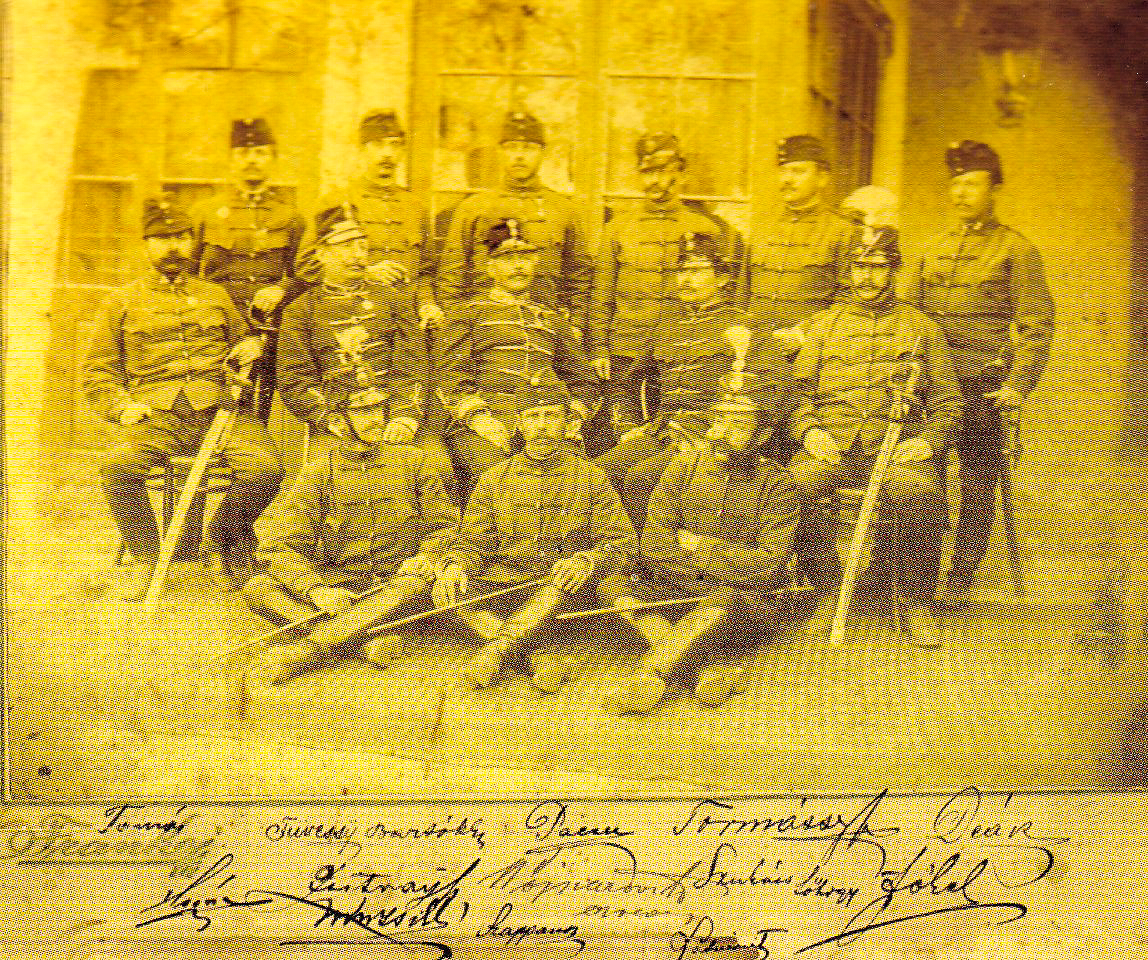
Önkéntes huszárok csoportképe 1874-ből
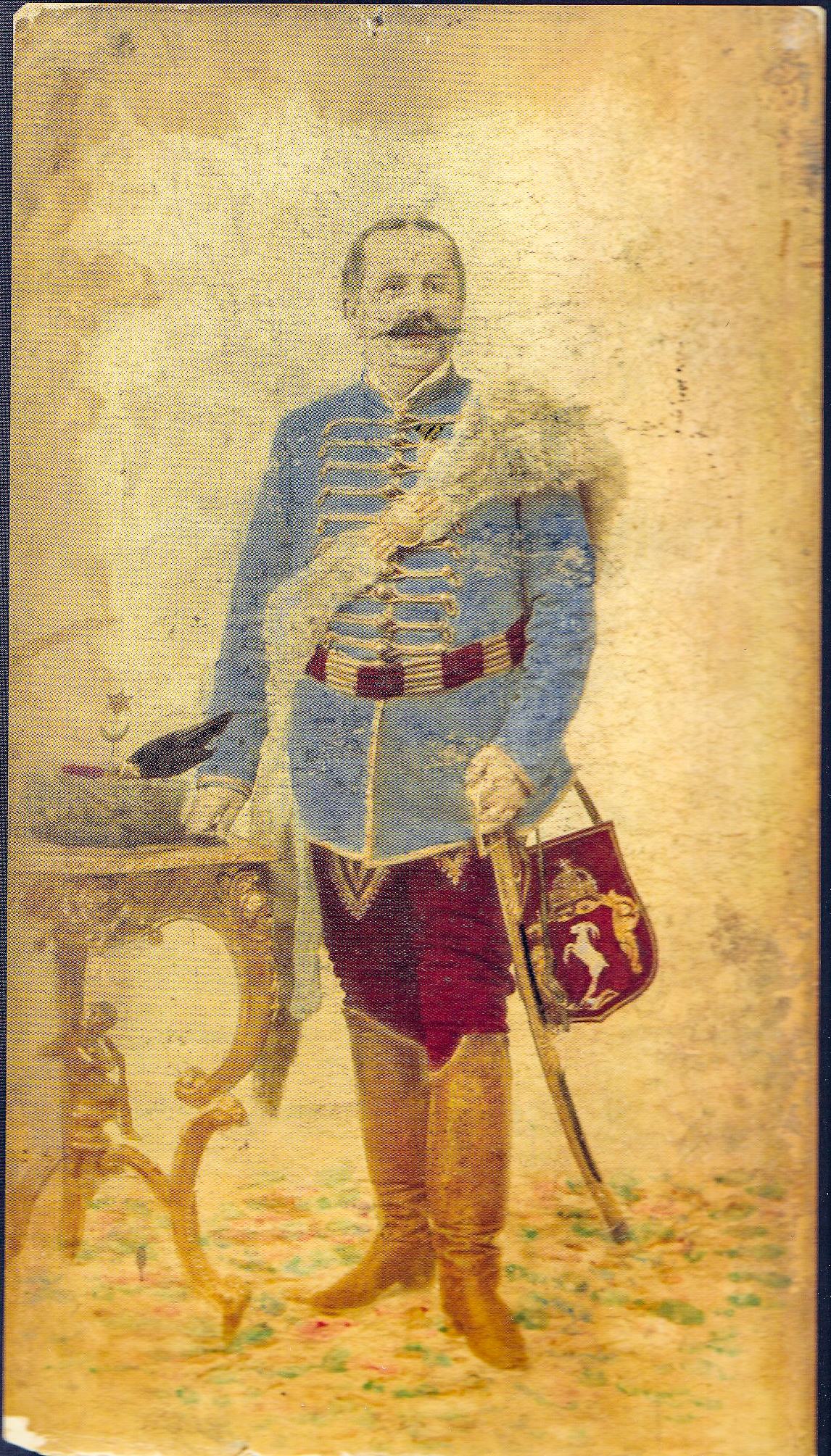
Millenniumi portré díszmagyarban
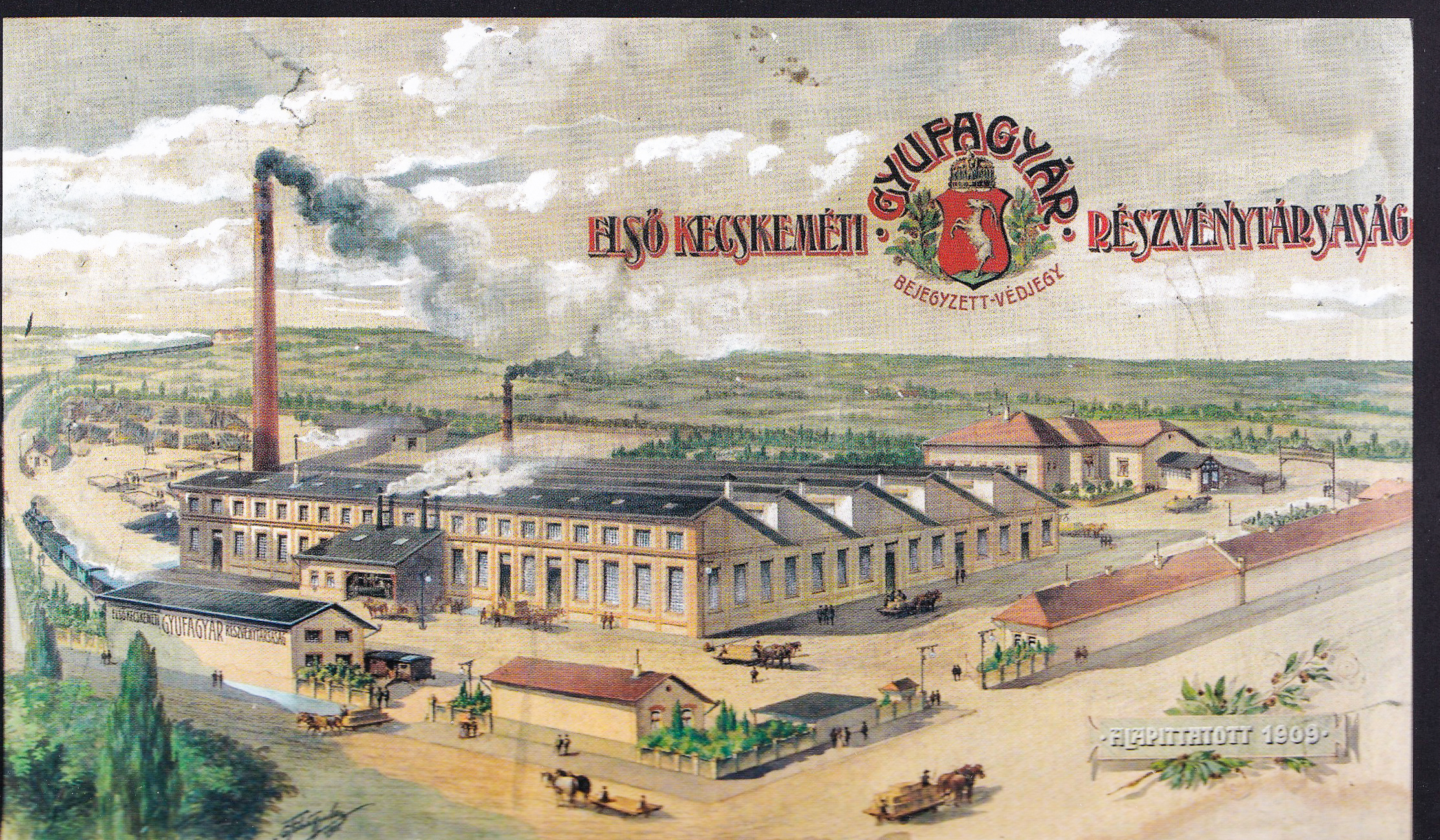
Az Első Kecskeméti Gyufagyár látképe

## Időszaki kiállítás
2024 november és 2025 decembere között a múzeum fő időszaki kiállítása az Egy eltűnt nép nyomában című régészeti bemutató volt a a Cifrapalotában a város tágabb környékén az utóbbi években előkerült avar leletekből.